# Alexis Vega (calciatore 1993)
Alexis Vega (Trenque Lauquen, 1º maggio 1993) è un calciatore argentino, centrocampista dell'All Boys.

## Caratteristiche tecniche
È un esterno destro.

## Carriera
Cresciuto nel settore giovanile di Tigre e Def. de Belgrano, ha iniziato la sua carriera con El Porvenir, in Primera D Metropolitana. Nel 2016 è passato fra i professionisti firmando con l'All Boys con cui disputerà tre campionati di Primera B Nacional giocando 51 incontri. Nel 2018 è passato ai cileni del San Marcos de Arica nella seconda divisione del paese, per poi tornare in argentina l'anno seguente con la maglia del Brown (A). Nel luglio 2019 si è trasferito al Temperley.